# Orgue del monestir de Santa Clara de Palma
L’orgue del monestir de Santa Clara és un Orgue que es troba al monestir de Santa Clara de la ciutat de Palma. L’orgue està situat al cor, encastat dins la paret de l’esquerra amb la consola dins el cor i de cara a l’instrument, però no es troba en bon ús de conservació malgrat tenir un motor ventilador.

## Història
La situació de l’orgue principalment no era en el cor, sino que estava situat dins la clausura, ja que era un monestir de monges tancades. No fou fins al segle XX que l’orgue fou traslladat al cor.
A l’arxiu del monestir, gairebé durant tot el segle XVII, s’han trobat pagaments per llogar un orgue per la festa de Santa Clara (13 d’agost). Així és que era aquest dia quan l’orgue es treia de dins la clausura, i quan hi anava una capella externa, cantaven des de baix. La primera data directament relacionada amb l’orgue és de 1726 “a 31 Maig 1726 se comensa la feina de lo orga que tot se renova al Me. Fonc Me. Sebastia Caymari y dos fills seus, posaren molt canons, nous, y añadiran los qui faltavan mes se añadi un registra de Tolosana al valor de aquesta feina son noranta sinc lliuras; mes añadiran unas fujasas, qui guarneix lo orga, valen dotza lliuras, y deu sous, y per un tros de paret dobla, que va caure, quant se deferan las manxes, deset lliures. Se acaba esta feina a 6 Agost 1726 y no se treu fora al gasto per averlo pagat, una devota persona de almoyna”
El 1830 es va haver de desfer la volta on hi havia l'orgue, la més a prop del cor, i fer-la nova “organe desfer lo orga 5 ll. 1 s. Se adverteix qe per posarlo esta trectat darli 80 ll., y per posar un registre de trompes qui no sone y fer alguns canons 24 ll., y lo ha de mantenir sens cuidarse de res mes” “Com pero posat el orga se ha vist que era necessari fer la manxa nova y manxons, se ha fet concert ab el mateix organer Mestre Guillem Puig, per ferlo tot per el pre de 80 ll…. Fet avui dia 2 Sepe. De 1830”.
No fou fins al segle xx, com a conseqüència del Motu Proprio de S. Pius X, l’orgue fou traslladat al cor. L’organer que féu el trasllat va esser Mestre Antoni Cardell de Llucmajor, que cada any anava a afinar-lo.

## Descripció tècnica

#### Consola
L’orgue disposa de 2 teclats de 53 notes (C-e’’’) essent partit l’Orgue Major entre c’/cs’. El Pedal consta de 12 botons acoblats permanentment a l’Orgue Major.
| Mà esquerra | Mà dreta    |
| Gamba       | Gamba       |
| Flautado    | Flautado    |
| Flautado    | Flautado    |
| Octava      | Octava      |
| Lleno       | Lleno       |
| Lleno       | Lleno       |
| Corneta     | Corneta     |
| Cornetilla  | Cornetilla  |
| Trompa Real | Trompa Real |
| Bajón       | Clarín      |

| Cadireta   |
| Bordón     |
| Octava     |
| Octavín    |
| Cornetilla |
| Oboe       |

Trèmolo. Genollera expressiva.

## Llista d’organistes
- Guillem Puig
- Antoni Cardell